# Georges Heylens
Georges Heylens (n. Etterbeek, Bélgica, 8 de agosto de 1941) es un exfutbolista y exentrenador belga, que jugaba de defensa. Es plenamente identificado con el Anderlecht de su país, que no solo fue el único club de su carrera; sino que también que es el equipo, del cual es hincha y con el cual, ha ganado varios títulos.

## Selección nacional
Con la Selección de fútbol de Bélgica, disputó 67 partidos internacionales y no anotó goles. Incluso participó con la selección belga, en una sola edición de la Copa Mundial. La única participación de Heylens en un mundial, fue en la edición de México 1970. donde su selección quedó eliminada en la primera fase de la cita de México. También participó en la Eurocopa de 1972, que se disputó en su país.

### Participaciones en Copas del Mundo
| Mundial                        | Sede   | Resultado    |
| ------------------------------ | ------ | ------------ |
| Copa Mundial de Fútbol de 1970 | México | Primera Fase |

### Participaciones en Eurocopa
| Eurocopa      | Sede    | Resultado    |
| ------------- | ------- | ------------ |
| Eurocopa 1972 | Bélgica | Tercer lugar |

## Clubes
| Club       | País    | Año         |
| ---------- | ------- | ----------- |
| Anderlecht | Bélgica | 1960 - 1973 |